# 18939 Sariancel
18939 Sariancel este un asteroid din centura principală de asteroizi.

## Descriere
18939 Sariancel este un asteroid din centura principală de asteroizi. A fost descoperit pe 24 august 2000 la Socorro, New Mexico, în cadrul proiectului LINEAR. Asteroidul prezintă o orbită caracterizată de o semiaxă mare de 3,13 ua, o excentricitate de 0,10 și o înclinație de 0,1° în raport cu ecliptica.